# Laguna de Negrillos
Laguna de Negrillos és un municipi de la província de Lleó, enclavada en la comarca natural del Páramo Leonés.

## Pedanies del municipi
- Cabañeros
- Conforcos
- Laguna de Negrillos
- Villamorico